# Chrysopidia garhwalensis
Chrysopidia garhwalensis is een insect uit de familie van de gaasvliegen (Chrysopidae), die tot de orde netvleugeligen (Neuroptera) behoort. 
Chrysopidia garhwalensis is voor het eerst wetenschappelijk beschreven door Ghosh in 1986.